# Valmont (Sena Marítimo)
 Valmont  es una población y comuna francesa, en la región de Alta Normandía, departamento de Sena Marítimo, en el distrito de Le Havre y cantón de Valmont.

## Demografía
| 835 | 818 | 868 | 860 | 875 | 1010 |
| Para los censos de 1962 a 1999 la población legal corresponde a la población sin duplicidades (Fuente: INSEE [Consultar]) |     |     |     |     |      |